# Piotr Sadłowski
Piotr Sadłowski (ur. 2000, zm. 18 czerwca 2021) – polski biegacz, wicemistrz Polski U23 w drużynie z 2020.

## Życiorys
Pochodził z gminy Rzekuń. Związany był między innymi z klubem LŁKS Prefbet Śniadowo Łomża. W 2020 wraz z drużyną wywalczył srebrny medal w klasyfikacji drużynowej U23 podczas 92. PZLA Mistrzostw Polski w Biegach Przełajowych w Kwidzynie. Był zwycięzcą również wielu lokalnych biegów.